# 小棘狸天竺鯛
脆身狸天竺鯛（學名：Zoramia leptacantha），為輻鰭魚綱鈎頭魚目天竺鯛科狸天竺鯛屬下的一個種，分布於印度太平洋區，從紅海至莫三比克，再到薩摩亞和東加，北至琉球群島，南至新喀里多尼亞海域，深度1至12公尺，本魚體長圓而側扁、頭大、眼大、口大且斜裂，頜齒細小，鋤骨和腭骨通常具齒，舌上無齒，前鰓蓋後緣呈弱鋸齒狀，體半透明至白色，頭部和身體前部有藍色斑點和不完整、狹窄的橙色條紋，眼睛藍色，背鰭2個，第一背鰭很高，上背部有一條狹窄的白色線條，尾鰭深叉形，背鰭硬棘7枚、背鰭軟條9枚、臀鰭硬棘2枚、臀鰭軟條9枚，體長可達5.5公分，棲息在有枝狀珊瑚生長的潟湖及海灣，成群活動，夜間活動，屬肉食性，繁殖期時，雄魚具有口孵習性，卵約7日化成仔魚，由雄魚吐出，具短暫的仔魚飄浮期，生活習性不明，可做為觀賞魚。